# Polynoe turcica
Polynoe turcica är en ringmaskart som beskrevs av Paolo Panceri 1878. Polynoe turcica ingår i släktet Polynoe och familjen Polynoidae. Inga underarter finns listade i Catalogue of Life.